# Jeremei Danilowitsch Aipin

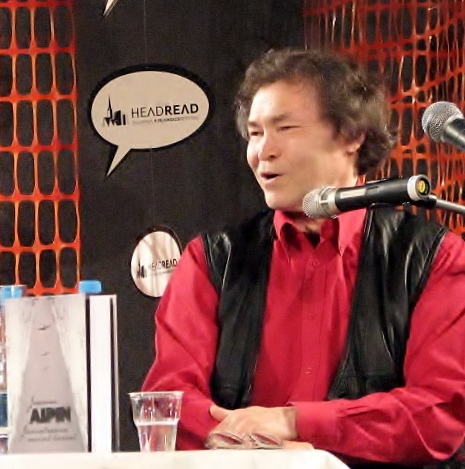
Jeremei Danilowitsch Aipin, 2011

Jeremei Danilowitsch Aipin (russisch Еремей Данилович Айпин, * 27. Juni 1948 in Warjogan, Autonomer Kreis der Chanten und Mansen/Jugra, Oblast Tjumen, RSFSR, UdSSR) ist ein sowjetischer und russischer Schriftsteller und Politiker (Einiges Russland). 

## Leben
Aipin wurde im nordrussischen Dorf Warjogan geboren. 1971 absolvierte er die Pädagogische Schule in Chanty-Mansijsk. 1976 schloss Aipin sein Studium am Maxim-Gorki-Literaturinstitut ab. Danach war er bis 1978 Korrespondent des Chanty-Mansijsker Radios und Fernsehens, ehe er ab 1978 Redakteur am regionalen wissenschaftlichen und methodischen Zentrum, dem Haus für Kreativität der Völker des Nordens wurde. Diese Position hatte Aipin bis 1988 inne.
Er ist Kandidat der Politikwissenschaft.
1981 wurde er Mitglied des Schriftstellerverbandes der UdSSR. Von 1987 bis 1989 war er Abgeordneter im Rat der Volksabgeordneten des Autonomen Kreises der Chanten und Mansen. Von 1989 bis 1991 war er Deputierter im Kongress der Volksdeputierten der Sowjetunion. Von 1992 bis 1993 war er Vertreter des Präsidenten der Russischen Föderation im Autonomen Kreis der Chanten und Mansen. Von 1993 bis 1995 war er Mitglied in der Staatsduma der Russischen Föderation. Gleichzeitig fungierte Aipin 1993–1997 als Präsident der Vereinigung der indigenen Völker des Nordens, Sibiriens und des Fernen Ostens. Seit Januar 2001 ist er Abgeordneter der Duma des Autonomen Kreises der Chanten und Mansen/Jugra und seit Januar 2002 deren stellvertretender Vorsitzender.
Er ist Staatsrat der Russischen Föderation III. Klasse.
Aipin ist Mitglied von Einiges Russland. Ab 1994 war er Mitglied der Partei Demokratische Wahl Russlands.
Aipin ist verheiratet und hat 2 Töchter.

## Werk
Aipin schrieb auf Russisch und Chantisch. Ab 1969 gab er die Zeitschrift Leninskaja Prawda heraus. Er verfasste insgesamt mehr als 20 Werke.

### Schriften (Auswahl)
- В ожидании первого снега. Повести. (Warten auf den ersten Schnee. Geschichten). Swerdlowsk 1979
- В тени старого кедра. Рассказы. (Im Schatten einer alten Zeder. Erzählungen.) Swerdlowsk 1979
- Ханты, или Звезда Утренней Зари. Роман. (Chanten, oder Stern der Morgendämmerung)

## Auszeichnungen
- Orden der Ehre (2021)[4]
- Medaille des Ordens „Für Verdienste um das Vaterland“, II. Klasse (2001)
- Medaille des Ordens „Für Verdienste um das Vaterland“, I. Klasse